# Sociedade Desportiva Santa Cruz
A Sociedade Desportiva Santa Cruz, ou apenas a Santa Cruz, é um clube de futebol brasileiro da cidade de São Francisco do Sul, Santa Catarina. Fundado em 2006, o clube disputou em 2007 a Divisão de Acesso do Campeonato Catarinense.
Após 5 jogos, o Santa Cruz desistou da competição, e seus jogos anteriores foram cancelados da contagem na competição.